# Donatas Rumšas
Donatas Rumšas (* 21. März 1988 in Palanga, Litauische SSR, Sowjetunion) ist ein litauischer Fußballschiedsrichter.

## Leben
Nach dem Abitur 2007 am Gymnasium absolvierte er von 2007 bis 2011 das Bachelorstudium und von 2011 bis 2013 das Masterstudium Bauingenieurwesen an der Universität Klaipėda in der litauischen Hafenstadt Klaipėda. Er arbeitet als Baufachmann in seiner Heimatstadt Palanga. 
Rumšas leitet seit 2014 Spiele in der litauischen A lyga.
Seit 2016 steht er auf der Liste der FIFA-Schiedsrichter und leitet internationale Fußballspiele.
In der Saison 2019/20 leitete Rumšas erstmals ein Spiel in der Europa League, in der Saison 2021/22 erstmals ein Spiel in der Champions League. Zudem pfiff er bereits Partien in der Nations League, in der EM-Qualifikation für die Europameisterschaft 2021, in der europäischen WM-Qualifikation für die Weltmeisterschaft 2022 in Katar sowie Freundschaftsspiele.
Zudem leitete Rumšas vier Spiele bei der U-17-Europameisterschaft 2017 in Kroatien und wurde bei der U-21-Europameisterschaft 2017 in Polen als Torrichter im Team von Gediminas Mažeika eingesetzt.
Im April 2024 wurde Rumšas als Unterstützungsschiedsrichter für die Europameisterschaft 2024 in Deutschland nominiert.
Er lebt in der litauischen Kurortstadt Palanga an der Ostsee.